# SEC (NCAA)
Southeastern Conference (SEC) je konferencija američke NCAA lige čije su članice većinom na jugoistočnom dijelu SAD-a. Od četrnaest članova SEC-a, 10 su vodeća javna sveučilišta u svojim državama, tri su na javnim zemljištima, a jedno je privatno. Sjedište je u Birminghamu, Alabama, SAD.
SEC se smatra jednom od najuspješnijih konferencija u športu, s čak 37 nacionalnih football prvenstava, 21 košarkaških prvenstava, 83 atletska prvenstva, 20 gimnastičarskih i 24 plivačkih naslova. Također, SEC uprihođuje mnogo novaca, a apsolutni rekord je 2015. kada je uprihođeno 455 milijuna $. SEC je također prva konferencija koja je uvela prvenstvo za football i jedna je od osnivatelja BCS-a. Trenutni predsjednik SEC-ja je Greg Sankey. Konferencija sponzorira 9 muških i 12 ženskih športova, ukupno 21 šport.
Osnovana je 1932. godine. U športskim natjecanjima sudjeluje u 1. diviziji NCAA, a u američkom nogometu dio je Subdivizije Football Bowl (FBS), prije znane kao Divizija I-A (Division I-A).

## Timovi
| Institucija                  | Lokacija                 | Naziv ekipe            | Pridružili se |
| Istočna divizija             |                          |                        |               |
| University of Florida        | Gainesville, Florida     | Gators                 | 1932.         |
| University of Georgia        | Athens, Georgia          | Bulldogs/Lady Bulldogs | 1932.         |
| University of Kentucky       | Lexington, Kentucky      | Wildcats               | 1932.         |
| University of Missouri       | Columbia, Missouri       | Tigers                 | 2012.         |
| University of South Carolina | Columbia, South Carolina | Gamecocks              | 1991.         |
| University of Tennessee      | Knoxville, Tennessee     | Volunteers             | 1932.         |
| Vanderbilt University        | Nashville, Tennessee     | Commodores             | 1932.         |
| Zapadna divizija             |                          |                        |               |
| University of Alabama        | Tuscaloosa, Alabama      | Crimson Tide           | 1932.         |
| University of Arkansas       | Fayetteville, Arkansas   | Razorbacks             | 1991.         |
| Auburn University            | Auburn, Alabama          | Tigers                 | 1932.         |
| Louisiana State University   | Baton Rouge, Louisiana   | Tigers/Lady Tigers     | 1932.         |
| University of Mississippi    | Oxford, Mississippi      | Rebels                 | 1932.         |
| Mississippi State University | Starkville, Mississippi  | Bulldogs/Lady Bulldogs | 1932.         |
| Texas A&M University         | College Station, Texas   | Aggies                 | 2012.         |

## Vanjske poveznice
- (eng.) Službene stranice
- (eng.) Secsports.go.com